# Константиновское (Ставропольский край)
Константи́новское — село в Петровском городском округе Ставропольского края Российской Федерации.

## Варианты названия
- Константиновка,
- Константиновское (Кугуты тож)[2].

## География

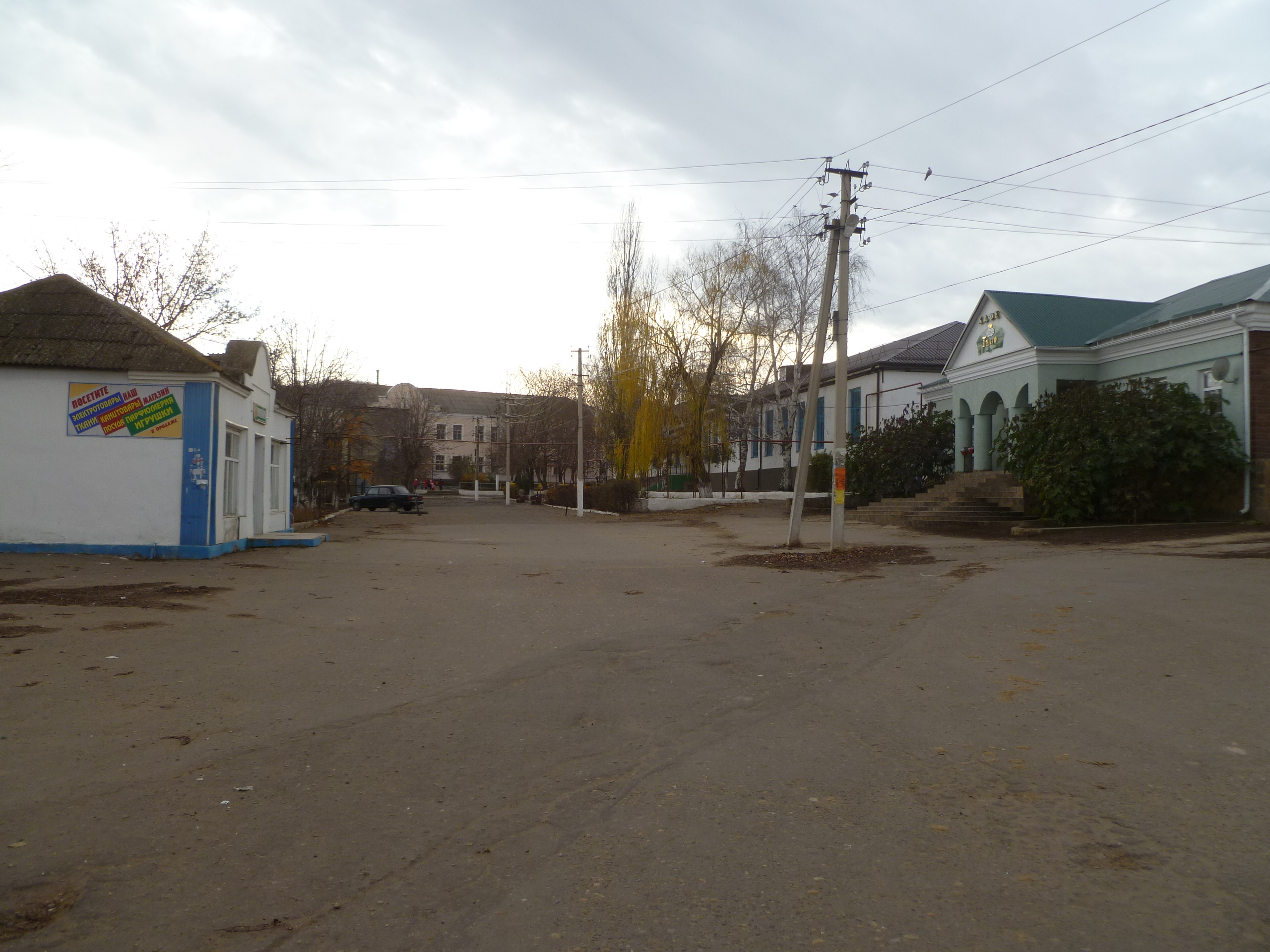
В центре села

Село стоит при речке Кугутка, в балке, окружённой со всех сторон холмами.
Расстояние до краевого центра: 59 км.
Расстояние до районного центра: 18 км.

## История
Село основано в 1802 году. Первые поселенцы пришли сюда в 1803 году. Это были каменщики и штукатуры из Орловской губернии, работавшие в крепости Св. Креста (ныне город Ставрополь). В 1807 году здесь уже было около 60 дворов.
Отселок относился к селу Петровскому. Его назвали Кугуты из-за обильно произраставшего в данной местности камыша — кугута.
В 1812 году отселок становится селом и в честь наследника престола великого князя Константина Павловича был назван Константиновским.
В 1816 была проведена ревизская перепись населения, в соответствии с ней в селе проживало 347 душ мужского пола и 212 души женского пола.
1822 год — первое упоминание как о самостоятельном селе в печатных изданиях.
В 1833 году была построена церковь в честь святого Иоанна Богослова.
В 1859 году в селе было 337 дворов и проживало 1485 душ мужского пола и 1793 души женского пола.
В 1860 году на село было нападение горцев.
В 1892 году эпидемия холеры, от которой умерло 39 человек.
В 1906 году в селе были сильные волнения политического характера, вследствие чего последовала карательная экспедиция генерала Литвинова. Было выпущено несколько артиллерийских снарядов по окраине села, после чего крестьяне выдали зачинщиков.
В 1909 году к селу относились:
- - Ильинский посёлок (он же Кугутский)
  - Хутор Мельникова
  - Мельница Ширяева
  - Хутор Лонушкин
  - Участок насл. А. Г. Саломатина
  - Участок насл. И. Мак. Ныркова
  - Участок У, И и Д. Теряевых
  - Участок Серг, Куз и И. С. Теряевых
  - Участок Ульяны Куз. и Ивана Сав. Теряевых
  - Хутор Фед. Никит. Теряева
  - Хутор Филиппа Никитича Теряева
  - Хутор Пр. Перт. и Дм. Гр. Теряевых
  - Хутор Дм. Григ. Теряева
  - Участок Моисея Ивановича Чепракова
  - Экон. Петра Ивановича Чепракова
  - Участок Евдокии и др. Иваниковых
  - Участок Макс. Серг. Волосатого
  - Участок Вас. Фрол. Волосатого
  - Участок Тих. Усова
  - Участок Ивана Кулешина
  - Участок Толмачева
  - Участок Федора Чигорева
  - Участок Петра Чвалуна
  - Участок Еф. Беликова
  - Участок Козьмы Пронского
  - Участок Ивана Плугарева
  - Участок Михаила Плугарева

Во время гражданской войны, в селе были организованы и действовали отряды красных партизан под командованием С. П. Сараева. Здесь же с 10 по 12 ноября 1918 располагался штаб корпуса генерала П. Н. Врангеля. 12 ноября 1918 штаб был атакован дерзкой вылазкой красных подразделений. Сам Врангель едва не попал в плен.
В 1918 году на Ставрополье начался процесс коллективизации, не получивший достаточного развития из-за гражданской войны. После окончательного установления советской власти в регионе стали создаваться коммуны и артели, организуемые бывшими красноармейцами. В 1921—1922 годах в Константиновском образованы коммуна «Заря Свободы» и коммуна им. Луначарского, в 1924 году — сельскохозяйственное товарищество «Согласие».
Село голодало в 1921—1922, 1933 и 1946 годах.
6 ноября 1923 года вышел Декрет Всероссийского центрального исполнительного комитета «Об административном делении Ставропольской губернии», предусматривавший упразднение уездов и волостей и утверждавший разделение губернии на районы и сельские общества. В 1924 году было образовано 12 районов, в том числе Петровский, с центром в селе Петровское. В состав Петровского района в частности вошли 3 бывшие волости Ставропольского уезда: Благодатненская, Константиновская и Кугультинская.
В 1938 была полностью разрушена церковь.
Во время войны 1941—1945 года на фронт ушло 2430 жителей села, более 1226 человек погибли или пропали без вести на войне. Село было оккупировано германскими войсками с августа 1942 по январь 1943 года.
До 1 мая 2017 года село было административным центром упразднённого Константиновского сельсовета).

## Население
| 1812  | 1819  | 1897  | 1903  | 1908    | 1920    | 1925  | 1926  | 1939  |
| ----- | ----- | ----- | ----- | ------- | ------- | ----- | ----- | ----- |
| 751   | ↗862  | ↗8077 | ↗8975 | ↗10 704 | ↘10 571 | ↘8960 | ↗9828 | ↘9017 |
| 1959  | 1979  | 1989  | 2002  | 2010    | 2014    | 2021  | 2023  |       |
| ↘6412 | ↘6204 | ↘5895 | ↘5713 | ↘5071   | ↗5200   | ↘4742 | ↘4723 |       |

Гендерный состав
По итогам переписи населения 2010 года проживали 2313 мужчин (45,61 %) и 2758 женщин (54,39 %).
Национальный состав
Национальности менее 1 %, см. в сноске к строке "Другие".
| Национальность | 2002 | Процент | 2010 | Процент |
| -------------- | ---- | ------- | ---- | ------- |
| Русские        | 5484 | 96      | 4835 | 95,35   |
| Цыгане         |      |         | 57   | 1,12    |
| Другие         | 229  | 4       | 179  | 3,53    |
| Итого          | 5713 | 100,00  | 5071 | 100,00  |

## Инфраструктура
- Дом культуры[28]
- Библиотека. Открыта 25 сентября 1920 года[29]
- Спорткомплекс им. И. В. Смагина[30]
- Отделение Петровской ЦРБ. Открыто 3 сентября 1970 года как участковая больница[31]
- Психоневрологический интернат[32]
- Противоэрозионный пруд № 33 на балке Калужская
- Сельская церковь

## Образование
- Детский сад комбинированного вида № 41 «Сказка»[33]
- Средняя общеобразовательная школа № 11[34]
- Специальная (коррекционная) школа-интернат № 14 для детей-сирот и детей, оставшихся без попечения родителей, с ограниченными возможностями здоровья VIII вида[35]. Открыта 11 января 1960 года[29]
- В 1 км к северо-западу от посёлка расположено общественное открытое кладбище площадью 20000 м²[36].

## Спорт
В селе есть своя футбольная команда — «Маяк»

## Эпидемиология
- Находится в местности, отнесенной к активным природным очагам туляремии[38]

## Люди, связанные с селом
Ляшенко Николай Петрович (1.01.1945), прозаик, член Союза писателей России, лауреат премии Губернатора Ставропольского края

## Памятники

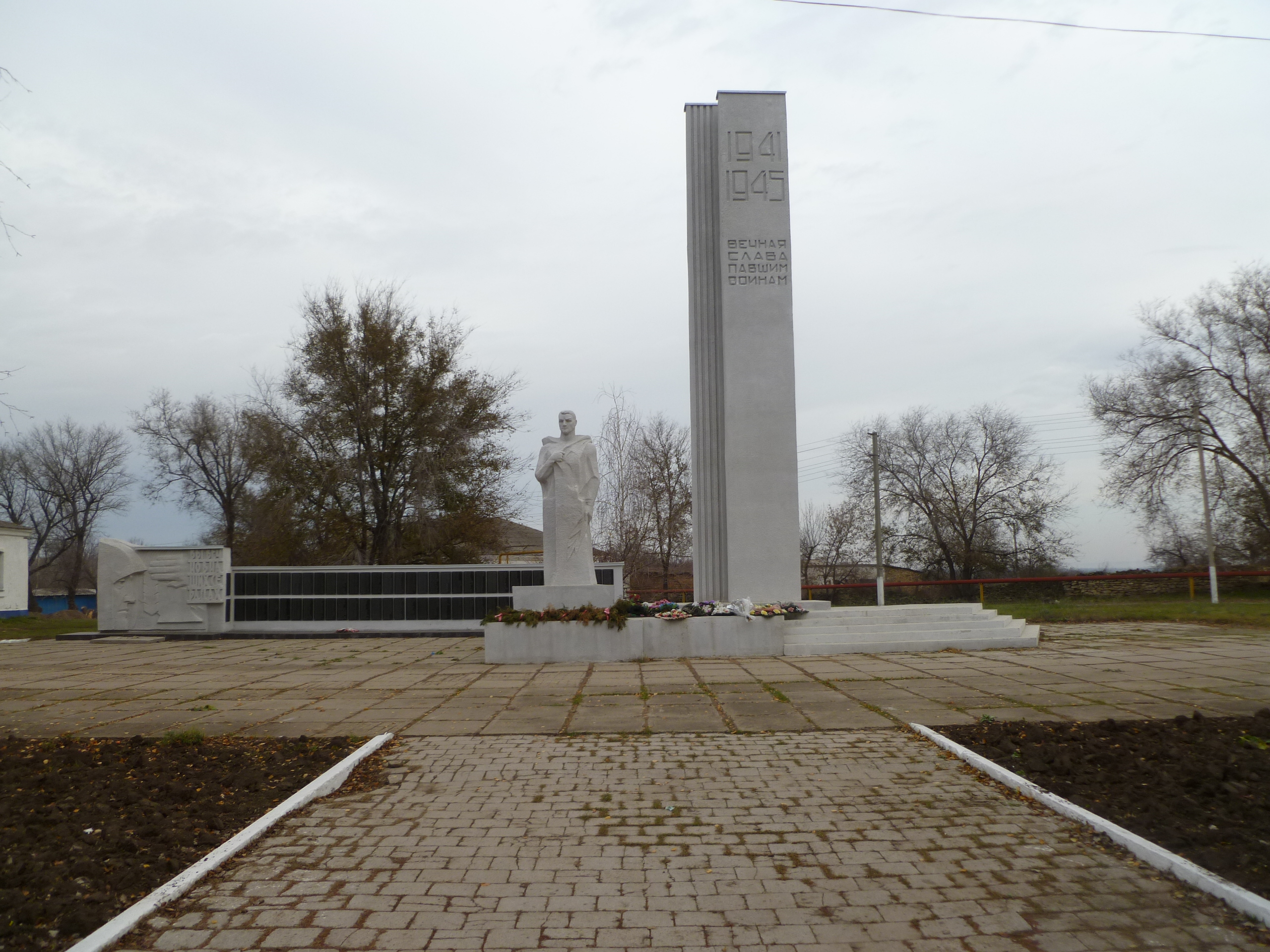
Памятник воинам-землякам, погибшим в годы Великой Отечественной войны 1941—1945 гг

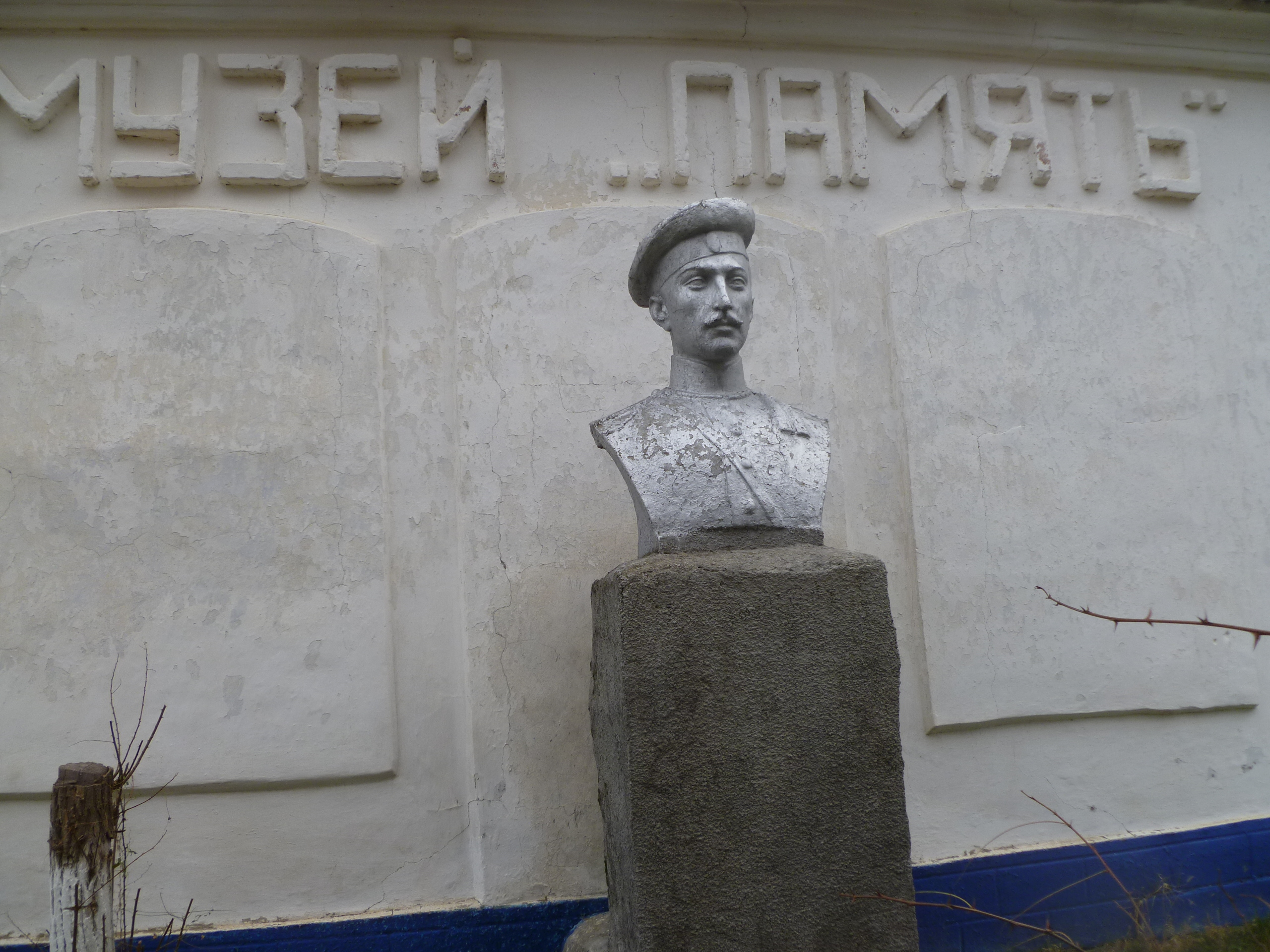
Бюст С. П. Сараева

- Обелиск партизанам гражданской войны, павшим в боях за завоевания Октябрьской социалистической революции 1918—1921 гг. 1953 год[39]
- Здание, где находился штаб Таманской красной армии[40]
- Братская могила красных партизан, погибших в годы гражданской войны. 1918—1920, 1932 года[41]
- Братская могила 293 бойцов Таманской красной армии, расстрелянных белогвардейцами. 1918, 1978 года[42]
- Памятник воинам-землякам, погибшим в годы Великой Отечественной войны 1941—1945 гг. 1973 год[43]
- Могила красных партизан, погибших в годы гражданской войны. 1918—1920, 1938 года[44]
- Памятник В. И. Ленину. 1966 год[45]
- Бюст героя гражданской войны С. П. Сараева. 1967 год[46]

## Кладбище
- Общественное открытое кладбище (ул. Садовая). Площадь участка 40 675 м²[36]